# Transnistrische Präsidentschaftswahl 2011

Flagge Transnistriens

Die Transnistrische Präsidentschaftswahl 2011 (russisch Президентские выборы в Приднестровской Молдавской Республике) war die fünfte Präsidentschaftswahl in dem international nicht anerkannten osteuropäischen Staat Transnistrien. Sie fanden am 11. Dezember 2011 statt, es kam anschließend zu einer Stichwahl am 25. Dezember 2011. Im Zuge der Wahl kam es zum ersten Machtwechsel seit der De-facto-Unabhängigkeit Transnistriens.

## Ablauf der Wahl
Insgesamt sechs Personen kandidierten, nach dem ersten Wahlgang am 11. Dezember 2011 kam es zur Stichwahl, die am 25. Dezember 2011 stattfand. Im ersten Wahlgang landete der langjährige Präsident Igor Smirnow mit 24,7 % überraschend nur auf dem dritten Platz. Der damalige Parlamentssprecher Anatoli Kaminski erreichte 26,3 %, der als Reformer geltende Jewgeni Schewtschuk erreichte mit etwa 38,5 % die meisten Stimmen. Mehr als ein Prozent der Stimmen konnte mit 5,1 % daneben nur noch Oleg Chorschan von der Transnistrischen Kommunistischen Partei erreichen.
Es kam am 25. Dezember 2011 zur Stichwahl zwischen Jewgeni Schewtschuk und Anatoli Kaminski. Kaminski galt dabei als von Russland unterstützter Kandidat.
Schließlich setzte sich mit über 73 % der Wählerstimmen aber klar Jewgeni Schewtschuk durch. Er konnte nach Ansicht von Analysten insbesondere Protestwähler für sich gewinnen und sich als Reformer positionieren. Er hatte in der Vergangenheit bereits ein Programm zur Bekämpfung von Korruption geleitet.
Die Wahlbeteiligung lag im ersten Durchgang bei knapp 60 %, in der Stichwahl nur bei etwas über 50 %.

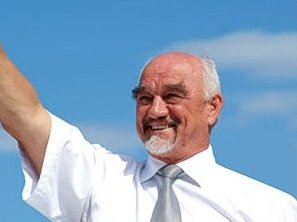
Damaliger Amtsinhaber Igor Smirnow

## Kandidaten

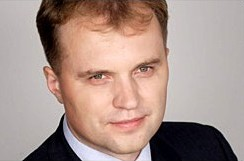
Wahlsieger Jewgeni Schewtschuk

| Kandidat                                | Partei                                | Erster Wahlgang | Erster Wahlgang | Stichwahl | Stichwahl |
| Kandidat                                | Partei                                | Stimmen         | %               | Stimmen   | %         |
| --------------------------------------- | ------------------------------------- | --------------- | --------------- | --------- | --------- |
| Jewgeni Schewtschuk                     | unabhängig                            | 95.765          | 38,55           | 165,502   | 73,88     |
| Anatoli Kaminski                        | Erneuerung                            | 65.330          | 26,30           | 44.071    | 19,67     |
| Igor Smirnow                            | unabhängig                            | 61.248          | 24,66           |           |           |
| Oleg Chorschan                          | Transnistrische Kommunistische Partei | 12.646          | 5,09            |           |           |
| Dmitri Soin                             | Durchbruch                            | 1441            | 0,58            |           |           |
| Andrei Safonow                          | unabhängig                            | 1303            | 0,52            |           |           |
| Gegen alle                              | Gegen alle                            | 4667            | 1,88            | 9977      | 4,45      |
| Ungültig                                | Ungültig                              | 5986            | 2,41            | 4460      | 1,99      |
| Insgesamt abgegebene Stimmen            | Insgesamt abgegebene Stimmen          | 248.386         | 100,00          | 224.010   | 100,00    |
| Wahlbeteiligung                         | Wahlbeteiligung                       | 248.386         | 58.88           | 224.010   | 52.47     |
| Enthaltung                              | Enthaltung                            |                 |                 | 202.948   | 47,53     |
| Anzahl Wahlberechtigter                 | Anzahl Wahlberechtigter               |                 | 100,00          | 426.958   | 100,00    |
| Quelle: Olvia Press 2 Transnistrian CEC |                                       |                 |                 |           |           |